# Daniel Mróz

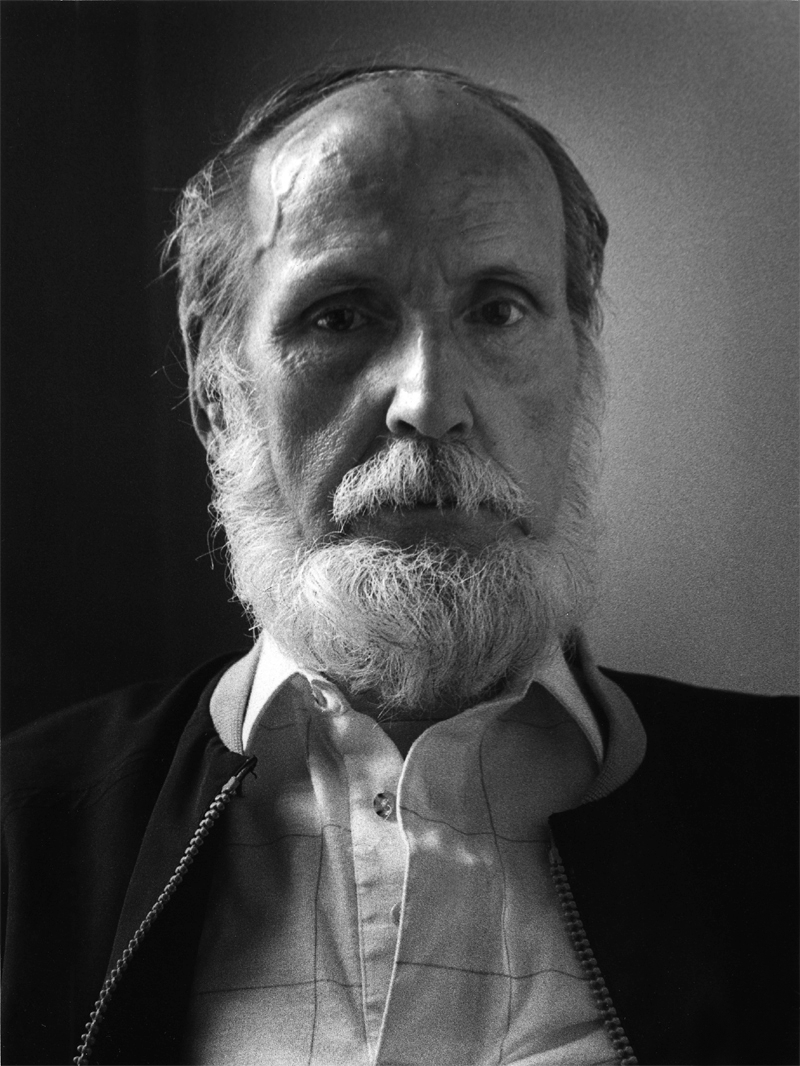
Daniel Mróz, 1990

Daniel Mróz ([mruz]) (* 3. Februar 1917 in Krakau; † 21. Januar 1993 ebenda) war ein polnischer Zeichner, Cartoonist, Illustrator und Bühnenbildner. Er war Mitglied der sogenannten Krakauer Gruppe.

## Ausbildung
Daniel Mróz, dessen Vater Stanisław Mróz ein bekannter polnischer Journalist und Zeitungsredaktor war, studierte zuerst an der Staatlichen Kunstgewerbeschule Krakau. Der Zweite Weltkrieg und die deutsche Besatzung Polens unterbrachen sein Studium und er nahm eine Reihe verschiedener Arbeiten an, wie etwa als Gepäckträger oder als Nachtwächter. 1947, nach dem Krieg, nahm er sein Studium an der Krakauer Kunstakademie wieder auf, wo er dann 1952 mit einem Diplom für Graphische Kunst und Bühnenbild abschloss.

## Werk

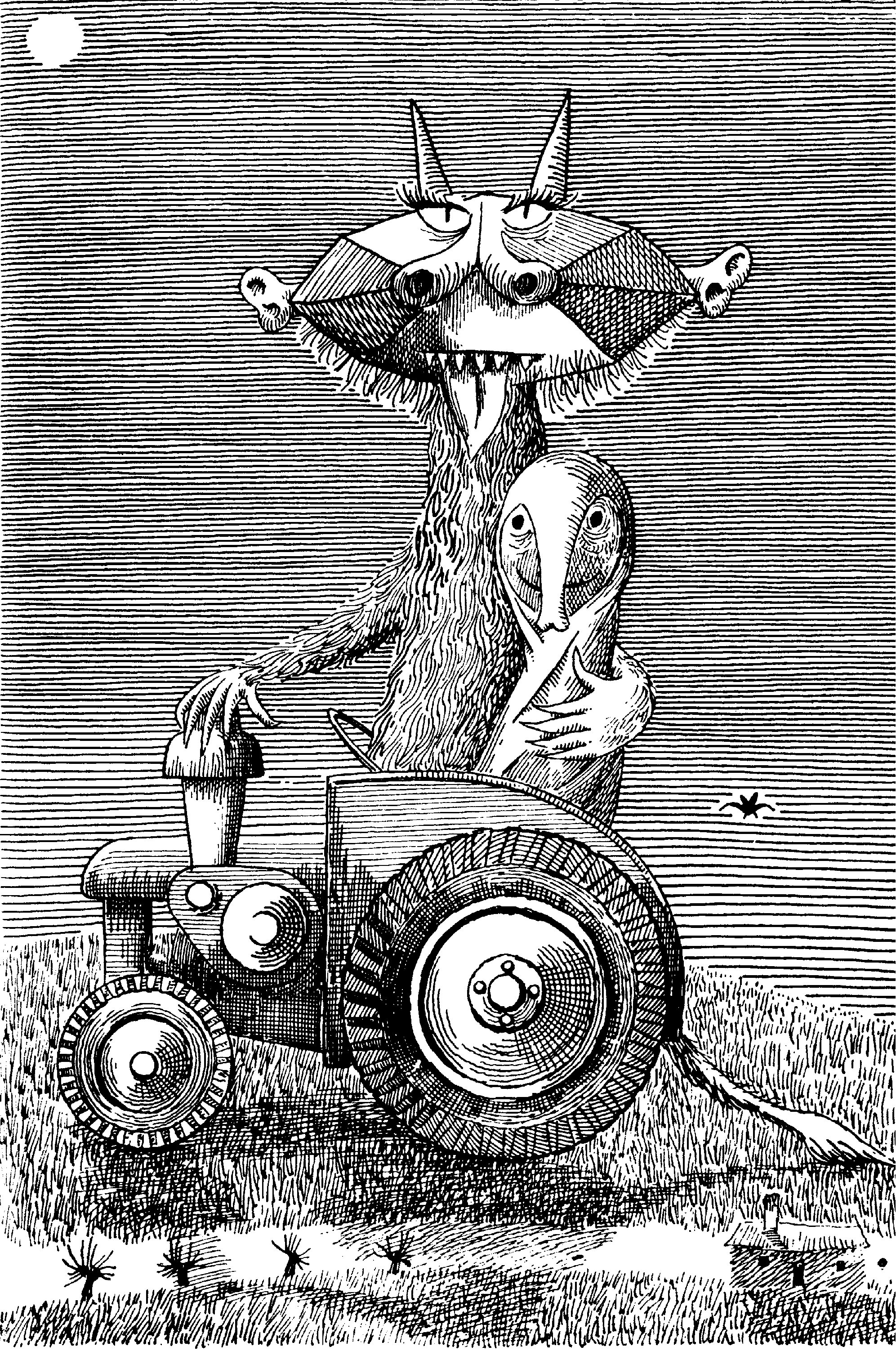
Illustration von Daniel Mróz aus dem Buch Słoń („Der Elefant“) von Sławomir Mrożek, 1957

Ab 1951 arbeitete Mróz regelmäßig für die Krakauer Wochenzeitschrift Przekrój sowie andere Zeitungen und Periodika.
Bald gehörte er zu den bekanntesten polnischen Cartoonisten; seine Zeichnungen „voll von schaurigem Humor und seltsamen Begebenheiten“ (full of eerie humor and strange happenings) kamen oft ganz ohne Bildtext aus. Seine erste Buchillustration erschien 1953.
Seither hat er mehr als 50 weitere Bücher illustriert, Dutzende Bühnen- und Fernsehausstattungen entworfen, an internationalen Ausstellungen in Europa, den USA, Lateinamerika und China teilgenommen und mindestens sechs Einzelausstellungen gezeigt. In späteren Jahren wurde er zu einem der führenden Posterdesignern Polens; seine Arbeiten in diesem Bereich wurden oft im In- und Ausland ausgestellt. Mróz erhielt eine Reihe von Preisen für sein Werk, unter anderem 1968 den ersten Preis des Polnischen Fernsehens für Bühnenbild und Fernsehgraphik, außerdem den zweiten Preis an einer Ausstellung für polnische Graphik und Buchillustration in Warschau.
Jerzy Jan Kwiatkowski veröffentlichte 1959 ein Buch über Daniel Mróz. Der Schriftsteller und Regisseur Piotr Andrejew drehte 1973 den Kurzfilm Idzie Mróz („Mróz kommt“, ein Wortspiel mit der Bedeutung des Nachnamens Mróz „Frost, Reif“), der mit mehreren Preisen ausgezeichnet wurde.